# Kohtla-Järve SK Diagonaal
Kohtla-Järve SK Diagonaal – estoński klub szachowy z siedzibą w Kohtla-Järve, pięciokrotny mistrz kraju.

## Historia
Klub został założony w 1982 roku, a jego siedziba została oddana do użytku w październiku 1985 roku. W 1991 roku klub uczestniczył w pierwszych mistrzostwach Estonii po odzyskaniu przez ten kraj niepodległości. Zespół zdobył wówczas mistrzostwo kraju. W sezonie 2019 klub zajął trzecie miejsce w lidze, za Tallinna MK i SK Reval-Sport. W latach 2021–2023 i 2025 SK Diagonaal zdobywał mistrzostwo kraju, a w sezonie 2024 był drugi. W tym okresie czołowym zawodnikiem klubu był Aleksandr Volodin.